# Æg (kant)
 For alternative betydninger, se Æg (flertydig). (Se også artikler, som begynder med Æg)
En æg er den kiledannede, skarpe del på et redskab, værktøj eller instrument.
Ægvinklen og æggens anløbningsgrad retter sig efter anvendelsen. Særlig skarp er barberknivens æg. Større vinkel har den almindelige kniv, øksen og drejestål og lignende til metalbearbejdelse, hvor vinklen kan nå over 65°.
Æggen er normalt af stål, da det er hårdere end jern. Til arbejde i træ er den stærkere anløbet og blødere, til arbejde i hårdere genstande som metaller, mindre stærkt anløbet og hårdere. Æggens form og anløbningsgrad er af største betydning for arbejdet; er æggen for blød, lægger den sig; er den for hård, kan den springe.
Æggen på et sværd og lignende benævnes også skarpen. Sværdklinger kan ligesom spydodden og lignende være tveæggede. Ved instrumenter anvendes æggen for at understøtte en bestemt beliggenhed, navnlig ved fine vægte, der foruden af hærdet stål også ses af agat og for at skånes, kun bruges under selve
vejningen.